# Gastronomía sino-india
La gastronomía chino-india (no de Indochina) es la adaptación de las técnicas culinarias chinas a los gustos indios. Se dice que fue desarrollada por la pequeña comunidad china que ha habitado en Calcuta durante cerca de un siglo. Inmensamente popular entre los indios, está muy extendida en las ciudades metropolitanas importantes del país, como Bangalore, Calcuta, Bombay, Nueva Delhi y Chennai. También es popular en Goa, donde hay mucha población china y tibetana. Es también disfrutada por las comunidades china e india de Malasia, Singapur y Norteamérica. La cocina chino-india ha acompañado a los emigrantes indios por todo el mundo.

## Orígenes
Se cree que esta cocina surgió entre los chinos de Calcuta, donde la comida china sigue siendo popular. Actualmente residen en Calcuta unos 20.000 chinos. La mayoría de ello son de origen cantonés, pero los platos de la cocina chino-india moderna, como el pollo Manchuria, guarda poco parecido con la cocina china tradicional.
La población de origen chino habita principalmente en el único barrio chino de la India, cerca del Tiretta Bazar y el Bow-Bazar, que ha sido trasladado a Tangra (Calcuta). La mayoría de estos inmigrantes eran cantoneses y hakka.

## Características
La comida tiende a condimentarse con especias como el comino, las semillas de cilantro y la cúrcuma, que con unas pocas excepciones regionales no están muy presentes en la cocina china. El chile picante, el jengibre, el ajo y el yogur también se emplean con frecuencia. Esto hace a la comida chino-india parecida en sabor a muchos platos étnicos de países del sureste asiático como Singapur y Malasia.
Los platos diferentes de los básicos se sirven por defectos con generosas cantidades de gravy, aunque también pueden pedirse «secos». Los estilos culinarios presentes a menudo en menús chino-indios incluyen el chile (picante y frito en rebozado), el de Manchuria (con salsa oscura dulce y salada) y el de Sichuan (escrito con frecuencia Szechwan, con salsa roja picante).

## Ingredientes
El cebollino y la salsa de soja se usan abundantemente para dar un «toque chino» a los platos. La ternera y cerdo, tabúes para hindúes y musulmanes respectivamente, rara vez se sirven. Como resultado, los platos no vegetarianos emplean solo pollo, cordero, pescado y marisco, siendo el primero la opción más frecuente. Además se usan ingredientes principales rara vez presentes en la cocina china tradicional, como el paneer, principalmente para atender a la relativamente amplia clientela vegetariana.

## Platos

### Aperitivos
Sopas como la machow y la de maíz dulce, de nuevo disponibles en versiones vegetariana y con carne, se encuentran disponibles habitualmente, al igual que entrantes como las piruletas de pollo, los rollitos de primavera y won tons.

### Arroz y fideos
Los platos básicos de una comida china-india incluyen las variantes de los fideo con pollo, gamba o verduras normalmente llamados chow mein, y el arroz frito convencional chino. El chop suey chino-estadounidense puede encontrarse en muchos restaurantes. Algunos locales del sur de la India también cuentan con rollitos de primavera y dosas.

### Entrantes
Los entrantes más extendidos son:
- Pollo, gamba, pescado, cordero, ternera, verdura o paneer al chile, con ajo, al estilo Szechuan o con jengibre.
- Pollo Manchuria, consistente en pollo con verdura en una salsa picante.[5] Se trata de una creación de los restaurantes chinos de la India, que guarda poco parecido con las recetas chinas tradicionales.[2] Se dice que fue inventado en 1975 por Nelson Wang, que describió su proceso de creación como partiendo de los ingredientes básicos de un plato indio, es decir, ajo, jengibre y pimiento verde picados, pero en lugar de añadir garam masala usó salsa de soja, seguida de almidón de maíz y el pollo.[6] Una versión vegetariana popular reemplaza el pollo por coliflor.[5]
- Chow mein, un plato popular que combina fideos, verdura, huevo revuelto, jengibre y ajo, salsa de soja, salsa de pimiento verde, salsa de pimiento rojo y vinagre.
- Pollo Hong Kong.
- Pollo, gamba o pescado al limón.
- Pollo Hunan.
- Pollo agridulce, diferente de la versión chino-estadounidense, pero parecido al pollo General Tso.
- Chop suey al estilo estadounidense y chino: fideos crujientes con verdura variada, pollo o carne y salsas.
- Momo, wontons al vapor al estilo chino tibetano y nepalí.

### Postres
Los postres chino-indios incluyen el helado sobre fideos fritos con miel o los panqueques de dátiles.

## Disponibilidad
La comida chino-india se encuentra en las principales zonas metropolitanas de la India, como Bombay, Chennai, Hyderabad, Delhi, Calcuta y Bangalore. También se encuentra en varias localidas y en dhabas (tenderetes callejeros) en las principales carreteras y autovías del país. Muchos restaurantes tienen una sección china en sus menús, y algunos se dedican incluso a servir solo este estilo de comida. También puede encontrarse en carros portátiles con cocina que pregonan su mercancía en las calles de las ciudades, preparando woks sobre hornillos de gas. La salsa Manchuria, la de Szechwan, la de soja y los fideos hakka se encuentran en muchas tiendas. Franquicias nacionales como Yo! China, Mainland China, Hakka, etcétera también han entrado en este mercado.
Muchos restaurantes indios en Occidente y Oriente Medio incluyen también platos al estilo chino-indio. La cocina también se ha introducido en las principales zonas metropolitanas de Norteamérica (Chicago, Nueva York, San Francisco, Seattle, Dallas, Houston, Toronto y Atlanta). La comida china de Nairobi (Kenia) también tiende a ser de este estilo. En muchos de estos lugares los restaurante se denominan de estilo chino hakka, pero en realidad la comida guarda poco parecido con la auténticamente hakka.
En 2007 la comida china es uno de los estilos preferidos en la India (tras la comida local), creciendo un 9% anual. Es preferida principalmente por los jóvenes que salen a comer, y la segunda (tras la del sur de la India) preferida por las familias que salen a cenar.